# الأسرة المصرية الثالثة والعشرون
الأسرة المصرية الثالثة والعشرون عاصر ملوك هذه الأسرة فترة حكم الأسرة الثانية والعشرين حيث كانوا من أصول ليبية تنحدر من قبائل الماشوش والتي سيطرت على أجزاء من مصر العليا، وتركوا بعض الآثار في منطقتي إهناسيا والاشمونين. من أشهر ملوك هذه الأسرة تاكيلوت الثاني والثالث وأوسركون الثالث.
حكمت الأسرة الثالثة والعشرون من 837 إلى 735 قبل الميلاد أو 818 إلى 715 قبل الميلاد.

## ملوك الأسرة المصرية الثالثة والعشرون
| الاسم          | الصورة | اسم التتويج             | فترة الحكم            | الزوجة                             | تعليق                                                                            |
| -------------- | ------ | ----------------------- | --------------------- | ---------------------------------- | -------------------------------------------------------------------------------- |
| هارسيزي أيه    |        | Hedjkheperre Setpenamun | 880 – 860 قبل الميلاد | Isetweret I                        | كان ملكا على طيبة بشكل مستقل ؛ حكم في عهد تاكيلوت الأول وأوسوركون الثاني         |
| تاكيلوت الثاني |        | Hedjkheperre Setpenre   | 840 – 815 قبل الميلاد | Karomama D Tashep Tabeketenasket A | كان معاصرأً لملك الأسرة الثانية والعشرين شيشنق الثالث ، الذي كان يحكم مصر السفلى. |
| بيدوباست الأول |        | Usermaatre Setpenamun   | 829 – 804 قبل الميلاد |                                    | شارك في حرب أهلية طويلة الأمد مع الملك تاكيلوت الثاني                            |
| أوبوت الأول    |        |                         | 829 – 804 قبل الميلاد |                                    | وصي على العرش                                                                    |
| شيشنق السادس   |        | Usermaatre Meryamun     | 804 – 798 قبل الميلاد |                                    | خلف بيدوباست الأول في طيبة وحكم صعيد مصر لمدة 6 سنوات.                           |
| اوسركون الثالث |        | Usermaatre Setpenamun   | 798 – 769 قبل الميلاد | Tentsai A Karoatjet                | شارك في حرب أهلية ضد كل من بيدوباست الأول وشيشنق السادس                          |
| تاكيلوت الثالث |        | Usermaatre Setepenamun  | 774 – 759 قبل الميلاد | Kakat Irtiubast                    | الابن الأكبر لأوسركون الثالث وخليفته.                                            |
| رودامون        |        | Usermaatre Setepenamun  | 759 – 755 قبل الميلاد | Tadi[...]                          | الأخ الأصغر وخليفة تاكيلوت الثالث.                                               |
| ششنق السابع    |        | Hedjkheperre Setepenre  | 755 – 732 قبل الميلاد |                                    | الأدلة على وجود هذا الملك ضعيفة جدا                                              |
| مينكيبيير إني  |        | Menkheperre مين خيبر رع | 720 – 715 قبل الميلاد |                                    | حكم على طيبة فقط خلال فترة حكمه. ربما مغتصب الحكم من الأسرة الخامسة والعشرين.    |

## معرض صور

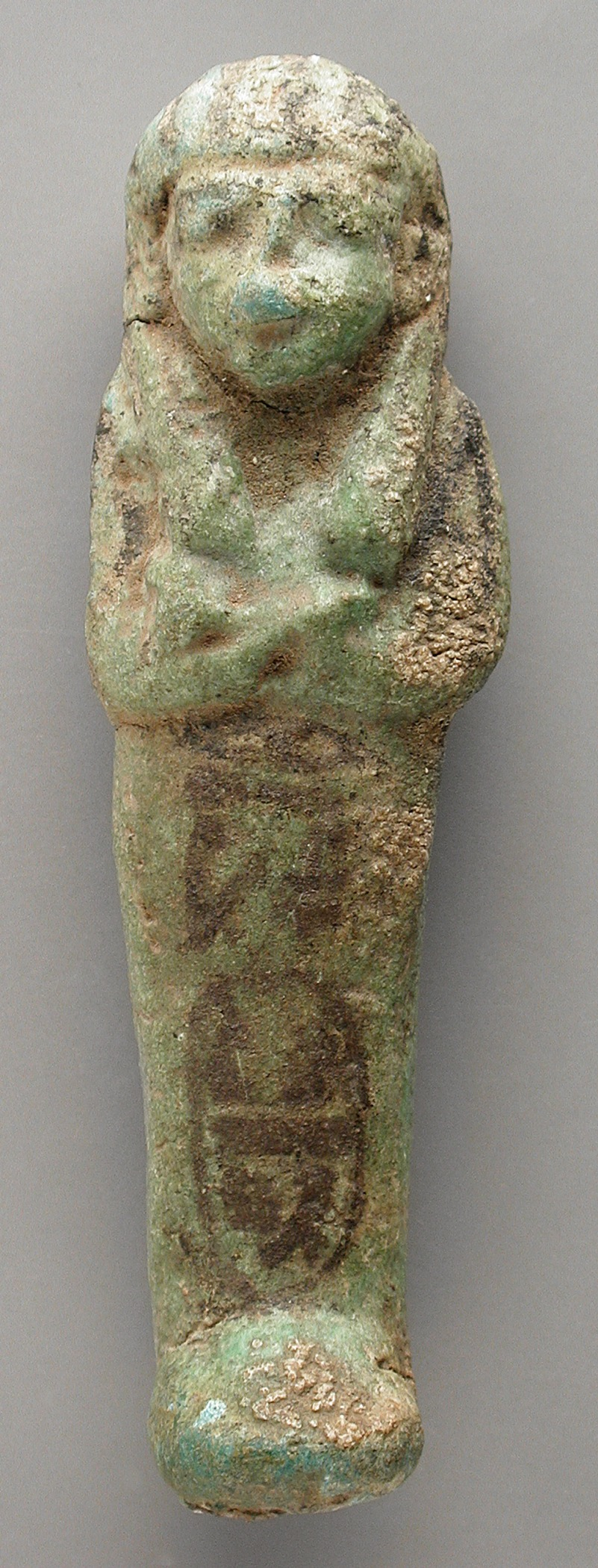
تمثال لتاكيلوت الثاني